# مانو هرواس
مانو هرواس (انگلیسی: Manu Hervás؛ زادهٔ ۶ ژوئن ۱۹۸۶) بازیکن فوتبال اهل اسپانیا است.
از باشگاه‌هایی که در آن بازی کرده‌است می‌توان به باشگاه فوتبال اتلتیکو مادرید، باشگاه فوتبال اتلتیکو مادرید بی، و باشگاه فوتبال آدمیرا واکر مودلینگ اشاره کرد.